# Öja socken, Gotland
Öja socken ingick i Gotlands södra härad, ingår sedan 1971 i Gotlands kommun och motsvarar från 2016 Öja distrikt.
Socknens areal är 38,19 kvadratkilometern, varav 37,37 land. År 2020 fanns här 468 invånare. Tätorten Burgsvik och sockenkyrkan Öja kyrka ligger i socknen. 

## Administrativ historik
Öja socken har medeltida ursprung. Socknen tillhörde Hoburgs ting som i sin tur ingick i Hoburgs setting i Sudertredingen.
Vid kommunreformen 1862 övergick socknens ansvar för de kyrkliga frågorna till Öja församling och för de borgerliga frågorna bildades Öja landskommun. Landskommunen inkorporerades 1952 i Hoburgs landskommun och ingår sedan 1971 i Gotlands kommun. Församlingen uppgick 2006 i Hoburgs församling.
1 januari 2016 inrättades distriktet Öja, med samma omfattning som församlingen hade 1999/2000.  
Socknen har tillhört samma fögderier och domsagor som Gotlands södra härad. De indelta båtsmännen tillhörde Gotlands andra båtsmanskompani.

## Geografi
Öja socken ligger på norra delen av halvön Storsudret som avslutar Gotlands i söder och på näset norr därom. Socknen har uppodlad slättmark i väster och har i öster alvarsmarker och strandängar.
Postnummer är 623 33 och riktnummer 0498.

### Gårdsnamn
Barkarve, Bjärgvide, Bobbenarve, Bocksarve, Botarve, Botvide, Bringes, Burge, Domerarve, Gisle, Lasses, Matsarve, Mjölhatte, Mårtens, Ockes, Ollajvs, Olovs, Petes, Prästgården, Ranarve, Roes, Ronnarve, Rudvier, Sandkvie, Sibbenarve, Sigfride, Simunde Lilla, Simunde Stora, Skoge, Stockvike, Strands, Unghanse.

## Fornlämningar
Från järnåldern finns fem gravfält och sliprännestenar. Ett tiotal runristningar är noterade och flera vikingatida silverskatter är påträffade.

## Namnet
Namnet (1300-talet Oja) innehåller ö, syftande på öar som med landhöjningen blivit förenade med fastlandet.

## Befolkningsutveckling
| Befolkningsutvecklingen i Öja socken, Gotland 1750–2020 | Befolkningsutvecklingen i Öja socken, Gotland 1750–2020 | Befolkningsutvecklingen i Öja socken, Gotland 1750–2020 | Befolkningsutvecklingen i Öja socken, Gotland 1750–2020 | Befolkningsutvecklingen i Öja socken, Gotland 1750–2020 |
| --- | ------------------------------------------------------- | ------------------------------------------------------- | ------------------------------------------------------- | ------------------------------------------------------- |
| |                                                         |                                                         |                                                         |                                                         |
| År |                                                         |                                                         | Folkmängd                                               |                                                         |
| 1750 | 1750                                                    |                                                         | 339                                                     |                                                         |
| 1760 | 1760                                                    |                                                         | 313                                                     |                                                         |
| 1769 | 1769                                                    |                                                         | 351                                                     |                                                         |
| 1780 | 1780                                                    |                                                         | 374                                                     |                                                         |
| 1790 | 1790                                                    |                                                         | 362                                                     |                                                         |
| 1800 | 1800                                                    |                                                         | 419                                                     |                                                         |
| 1810 | 1810                                                    |                                                         | 456                                                     |                                                         |
| 1820 | 1820                                                    |                                                         | 520                                                     |                                                         |
| 1830 | 1830                                                    |                                                         | 593                                                     |                                                         |
| 1840 | 1840                                                    |                                                         | 689                                                     |                                                         |
| 1850 | 1850                                                    |                                                         | 684                                                     |                                                         |
| 1860 | 1860                                                    |                                                         | 851                                                     |                                                         |
| 1870 | 1870                                                    |                                                         | 900                                                     |                                                         |
| 1880 | 1880                                                    |                                                         | 899                                                     |                                                         |
| 1890 | 1890                                                    |                                                         | 874                                                     |                                                         |
| 1900 | 1900                                                    |                                                         | 879                                                     |                                                         |
| 1910 | 1910                                                    |                                                         | 884                                                     |                                                         |
| 1920 | 1920                                                    |                                                         | 849                                                     |                                                         |
| 1930 | 1930                                                    |                                                         | 782                                                     |                                                         |
| 1940 | 1940                                                    |                                                         | 686                                                     |                                                         |
| 1950 | 1950                                                    |                                                         | 702                                                     |                                                         |
| 1960 | 1960                                                    |                                                         | 694                                                     |                                                         |
| 1970 | 1970                                                    |                                                         | 552                                                     |                                                         |
| 1980 | 1980                                                    |                                                         | 573                                                     |                                                         |
| 1990 | 1990                                                    |                                                         | 604                                                     |                                                         |
| 2000 | 2000                                                    |                                                         | 543                                                     |                                                         |
| 2010 | 2010                                                    |                                                         | 497                                                     |                                                         |
| 2020 | 2020                                                    |                                                         | 468                                                     |                                                         |
| Anm: Källor: Umeå universitet - Tabellverket 1749-1859, Demografiska databasen, CEDAR, Umeå universitet, Befolkningsutvecklingen i Gotlands socknar 2000 - 2010, Folkmängden per distrikt, landskap, landsdel eller riket efter kön. År 2015 - 2022. |                                                         |                                                         |                                                         |                                                         |

### Fotnoter
1. 1 2  Svensk Uppslagsbok andra upplagan 1947–1955: Öja socken
2. ↑  ”Folkmängden per distrikt, landskap, landsdel eller riket efter kön. År 2015 - 2022”. Statistikdatabasen. Statistiska centralbyrån. http://www.statistikdatabasen.scb.se/pxweb/sv/ssd/START__BE__BE0101__BE0101A/FolkmangdDistrikt/. Läst 23 april 2023.
3. ↑  Harlén, Hans; Harlén Eivy (2003). Sverige från A till Ö: geografisk-historisk uppslagsbok. Stockholm: Kommentus. Libris 9337075. ISBN 91-7345-139-8
4. ↑  ”Församlingar”. Statistiska centralbyrån. https://www.scb.se/hitta-statistik/regional-statistik-och-kartor/regionala-indelningar/forsamlingar/. Läst 30 december 2022.
5. ↑  Administrativ historik för Öja socken (Klicka på församlingsposten). Källa: Nationella arkivdatabasen, Riksarkivet.
6. ↑  Om Gotlands båtsmanskompani
7. 1 2  Sjögren, Otto (1931). Sverige geografisk beskrivning del 2 Östergötlands, Jönköpings, Kronobergs, Kalmar och Gotlands län. Stockholm: Wahlström & Widstrand. Libris 9939
8. 1 2 3  Nationalencyklopedin
9. ↑  Förteckning över slipskåror
10. ↑  Fornlämningar, Statens historiska museum: Öja socken, Gotland
11. ↑  Fornminnesregistret, Riksantikvarieämbetet: Öja socken, Gotland Fornminnen i socknen erhålls på kartan genom att skriva in sockennamn (utan "socken") i "Ange geografiskt område"
12. ↑  Mats Wahlberg, red (2003). Svenskt ortnamnslexikon. Uppsala: Institutet för språk och folkminnen. Libris 8998039. ISBN 91-7229-020-X. https://isof.diva-portal.org/smash/get/diva2:1175717/FULLTEXT02.pdf